# پالو آلتو نتورکس
پالو آلتو نتورکس (انگلیسی: Palo Alto Networks) شرکت فناوری اطلاعات آمریکایی است، که در سال ۲۰۰۵ تأسیس شد.